# Az (peuple)
Les Az étaient un peuple turcophone dont l'origine reste indéterminée. 
Leur existence est attestée par les inscriptions de Mugur-Sargol, de Bayan-Kol et certains versets des écrits Köktürks.
Leur origine est controversée ; il s'agit sans doute d'un peuple non turc qui a subi l'influence de groupes turcs voisins. Les linguistes russes les ont rapprochés du groupe de l'ostyak de l'Ienisseï mais sans véritables preuves.
Selon les inscriptions de Bayan-Kol, les Az auraient vécu divisés en 7 clans dans la région de Mugur à l'ouest du massif de Tannu-Ola.
Les premières informations sur la langue ont été collectées par Matthias Castrén en 1845 et enrichies plus tard par l'anthropologue Dmitri Anoutchine.

## Sources
- Saadettin Gömeç: İslâm Öncesi Türk Tarihinin Kaynakları Üzerine. In: AÜ Dil ve Tarih-Coğrafya Fakültesi Tarih Bölümü Tarih Araştırmaları Dergisi, Bd. 20, Nr. 31, 2000, S. 51–92 (72f.) (PDF; 2,21 MB).